# Teresa Palacios Criado
Teresa Palacios Criado (Córdoba, 13 de mayo de 1960) es una jueza y jurista española. Es miembro de la Asociación Profesional de la Magistratura.

## Biografía
Hija del magistrado, miembro del Consejo General del Poder Judicial, Diego Palacios Luque, ingresó en la carrera judicial en 1982 y desde entonces ha ejercido su actividad judicial en Lucena, Aguilar de la Frontera, Carmona, Hospitalet de Llobregat y Madrid.
El 2 de enero de 1997 tomó posesión como titular del Juzgado Central de Instrucción Nº 3 de la Audiencia Nacional en sustitución de Miguel Moreiras, fue la primera mujer en dirigir este juzgado.

## Trayectoria
Entre los casos que ha tramitado en la Audiencia Nacional, destacan algunos con gran repercusión mediática, como el caso Banesto, el caso Torras (Javier de la Rosa y Manuel Prado y Colón de Carvajal), el caso Gescartera, o el accidente del Yak-42 en Turquía. Además tuvo repercusión la imputación que decretó contra el presidente del Banco de Santander Emilio Botín por el caso cesiones de crédito en 2004.
En 2007 abandonó el Juzgado para incorporarse como magistrada a la sala de lo Penal de la Audiencia Nacional, que aspiró a presidir en 2012, siendo finalmente designado Fernando Grande-Marlaska.

#### Caso Gürtel
El 30 de octubre de 2015, se aceptó la recusación de los magistrados de la Audiencia Nacional Concepción Espejel y Enrique López como miembros del tribunal que debería juzgar el caso Gürtel, por su cercanía al Partido Popular. En el caso de la recusación de Concepción Espejel, los magistrados que votaron en contra fueron Juan Francisco Martel, Fernando Grande-Marlaska, Ángeles Barreiro, Fermín Echarri, Alfonso Guevara, Ángel Hurtado, Carmen Lamela y Nicolás Poveda. Votaron a favor de la recusación de Espejel los magistrados Clara Bayarri (ponente), Antonio Díaz Delgado, Julio de Diego, Manuela Fernández Prado, Carmen Paloma González, Javier Martínez Lázaro, Ángela Murillo, Teresa Palacios, José Ricardo de Prada y Ramón Sáez Valcárcel. En el caso de la recusación de Enrique López, votaron en contra Juan Francisco Martel, Fermín Echarri, Ángel Hurtado y Nicolás Poveda. Votaron a favor de la recusación de López los magistrados Clara Bayarri, Antonio Díaz Delgado, Julio de Diego, Manuela Fernández Prado, Carmen Paloma González, Javier Martínez Lázaro, Ángela Murillo, Teresa Palacios, José Ricardo de Prada, Ramón Sáez (ponente), Fernando Grande-Marlaska, Ángeles Barreiro, Alfonso Guevara y Carmen Lamela.

#### Caso César Strawberry
César Strawberry había sido acusado por la fiscalía de enaltecimiento del terrorismo y vejación a las víctimas del terrorismo en unos tuits. El juez de la Audiencia Nacional José de la Mata había archivado la causa, pero la fiscalía recurrió y la Sala de lo Penal –formada por Ángela Murillo, Teresa Palacios y Juan Francisco Martel–, el 12 de diciembre de 2015, ordenó efectuar el juicio pero por discurso del odio por sus tuits sobre Carrero Blanco, Ortega Lara, Eduardo Madina, Miguel Ángel Blanco, Esperanza Aguirre, Franco, Serrano Suñer, Arias Navarro, Manuel Fraga y Blas Piñar.

#### Caso Cassandra
A raíz de una de las redadas de la Operación Araña del Servicio de Información de la Guardia Civil, se denunció a la tuitera Cassandra Vera de injurias a las víctimas del terrorismo por unos chistes en Twitter sobre el atentado al jefe de gobierno de la dictadura franquista Carrero Blanco. El 29 de marzo de 2017, la tuitera fue condenada por la Audiencia Nacional, al considerar que los 13 tuits publicados entre 2013 y 2016 constituían desprecio, deshonra y burla a las víctimas del terrorismo y a sus familias. Cassandra recibió apoyos en defensa de la libertad de expresión; entre ellos, una carta de una nieta de Carrero Blanco. No obstante, el tribunal, formado por Juan Francisco Martel Rivero –ponente–, Teresa Palacios y Carmen Paloma González, le impuso un año de prisión y siete años de inhabilitación absoluta por humillación a las víctimas y enaltecimiento del terrorismo. El fiscal Pedro Martínez Torrijos pedía dos años y seis meses de prisión, y 8 años y 6 meses de inhabilitación absoluta. La condena tuvo eco en la prensa internacional y reacción contraria por partidos como Izquierda Unida o Podemos. El 1 de marzo de 2018 el Tribunal Supremo revocó la condena a 1 año de prisión y 7 de inhabilitación que le había impuesto la Audiencia Nacional.

#### Caso La Insurgencia
A finales de 2016, la Policía Nacional desarrolló una operación de ámbito nacional contra los músicos de La Insurgencia, por supuestos delitos de enaltecimiento del terrorismo, contra las instituciones del Estado y asociación ilícita. El 2 de noviembre, se abrió un juicio contra doce de los trece investigados, de entre 18 y 27 años. (el otro era menor de edad), por enaltecimiento del terrorismo. Fueron citados a declarar en la Audiencia Nacional el día 17 del mismo mes los integrantes del colectivo, conocidos por los nombres artísticos de Pipe Díaz, Shahid (anteriormente Saúl Zaitsev), iNessa, Oliver Botana, Sine ML, Lokutor, AK Elgio, Gorka Likor K, Komulet, Nito Rukely, Iván Leszno, Eshôj Ekirne y Kraven Molotov. El fiscal José Perals pidió para ellos dos años y un día de cárcel, el pago de una multa de 4800 euros, la inhabilitación absoluta por nueve años, la retirada del derecho de sufragio pasivo y la retirada de los vídeos objeto de debito de su canal en YouTube. Finalmente, los doce acusados fueron condenados a dos años y un día de prisión, multa de 4800 euros y nueve años de inhabilitación absoluta. Votaron a favor de la condena las juezas Teresa Palacios y Carmen Paloma González Pastor, con el voto en contra de Ángela Murillo, que creía que solo tenían afán de notoriedad.